# Valentino (módní značka)
Valentino je módní značka, kterou založil italský módní návrhář, parfumérní designér a podnikatel Valentino Clemente Ludovico Garavani, známý jako Valentino.

## Značka
Nabízí širokou škálu od luxusních výrobků z Haute Coture a Pret-a-Potter do rozsáhlé kolekce doplňků, která zahrnuje tašky, boty, drobné kožené zboží, pásky, brýle a parfémy. Značka je zastoupena ve více než 70 zemích.

## Módní ředitel
Maria Grazia Chiuri a Pierpaolo Piccioli jsou módní ředitelé značky Valentino. Oba studovali na evropském institutu a seznámili se v designérském studiu Fendi. Okamžitě dobře spolupracovali. V září 2007, po rozhodnutí Valentina Clementa Ludovica Garavaniho jít do důchodu byli jmenováni řediteli značky Valentino.